# برلینگتون غربی (نیویورک)
برلینگتون غربی (به انگلیسی: West Burlington) یک منطقهٔ مسکونی در ایالات متحده آمریکا است که در شهرستان آتسگو، نیویورک واقع شده‌است. برلینگتون غربی ۳۸۵٫۸۸ متر بالاتر از سطح دریا واقع شده‌است.